# گنجشک سوینسون
گنجشک سوینسون (نام علمی: Passer swainsonii) نام یک گونه از سرده گنجشک‌های راستین است.